# 日高本線
日高本線（ひだかほんせん）は、北海道苫小牧市の苫小牧駅から勇払郡むかわ町の鵡川駅を結ぶ北海道旅客鉄道（JR北海道）の鉄道路線（地方交通線）である。

## 概要
以前は胆振総合振興局管内東部と日高振興局管内南西の太平洋沿岸を結ぶ、様似郡様似町の様似駅までの146.5 kmの路線であったが、全線の約8割 (116 km) にあたる鵡川駅以南は、2015年1月に発生した高波で線路が被災して運休となり、以降復旧することなく2021年4月1日に鉄道事業が廃止され、正式にバス転換された。これにより日高本線は胆振管内止まりで日高管内を通らなくなり、路線名のみに「日高」の名前が残ることになった。
存続している区間についても、JR北海道は「当社単独では維持することが困難な線区」のうち、輸送密度200人以上2,000人未満の線区（黄線区）に位置付けている。
2023年時点で「本線」を名乗るJR線としては、留萌本線に次いで2番目に短い路線である。

### 路線データ
- 管轄（事業種別）：北海道旅客鉄道（第一種鉄道事業者）
- 区間：苫小牧駅 - 鵡川駅間 30.5 km
  - 全線が本社鉄道事業本部日高線運輸営業所の管轄である。
- 軌間：1,067 mm（狭軌）
- 駅数：5駅（起終点駅含む）
  - 旅客駅：4駅
  - 貨物駅：1駅
  - 信号場：0か所
    - 日高本線所属駅に限定した場合、起点の苫小牧駅と日本貨物鉄道（JR貨物）苫小牧貨物駅（いずれも室蘭本線所属[2]）が除外され、旅客駅のみの3駅となる。
- 複線区間：なし（全線単線）
- 電化区間：なし（全線非電化）
- 閉塞方式：
  - 自動閉塞式 苫小牧駅 - 苫小牧貨物駅間
  - 特殊自動閉塞式（電子符号照査式） 苫小牧貨物駅 - 鵡川駅間
ただし、日高本線を運転する列車は全て苫小牧貨物駅を通過するため、下り列車の運転士は同駅ではなく苫小牧駅で出発要求を行う。
- 最高速度：95 km/h

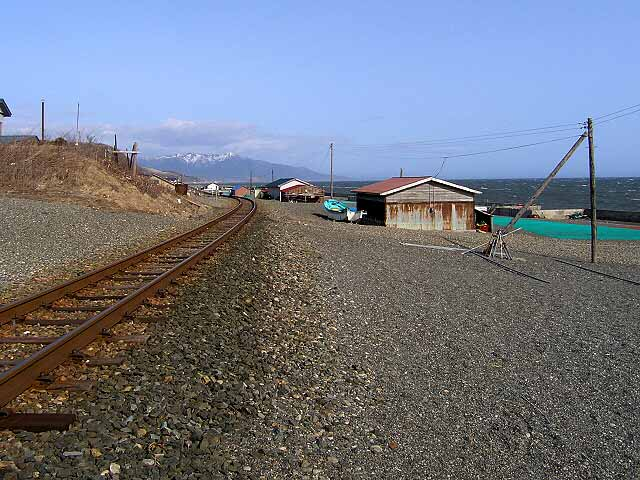
日高本線には海岸近くを走る区間もあった（2005年4月）
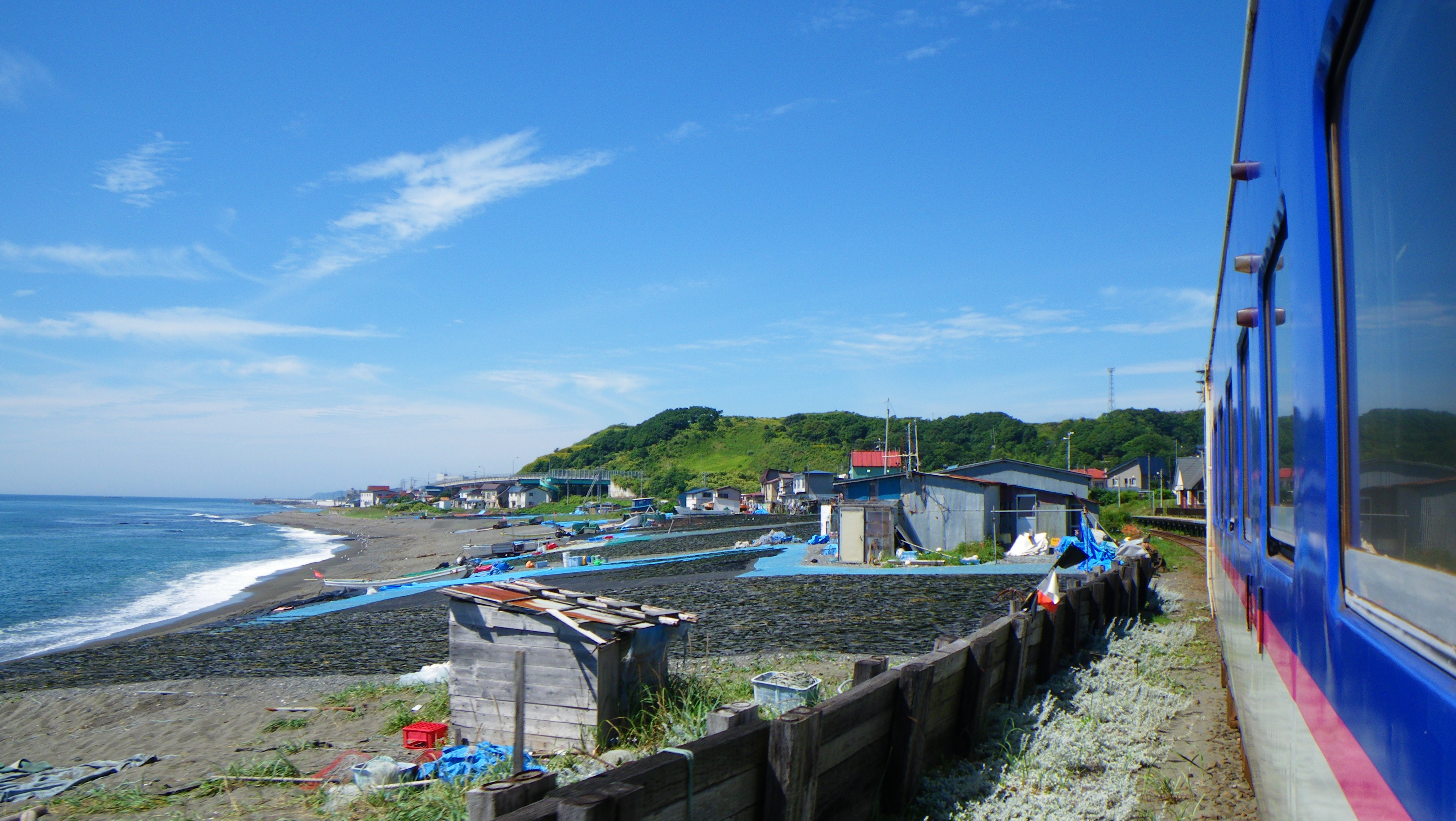
海側の車窓（東町駅 - 日高幌別駅間）。海岸では日高昆布の天日干しが行われている。
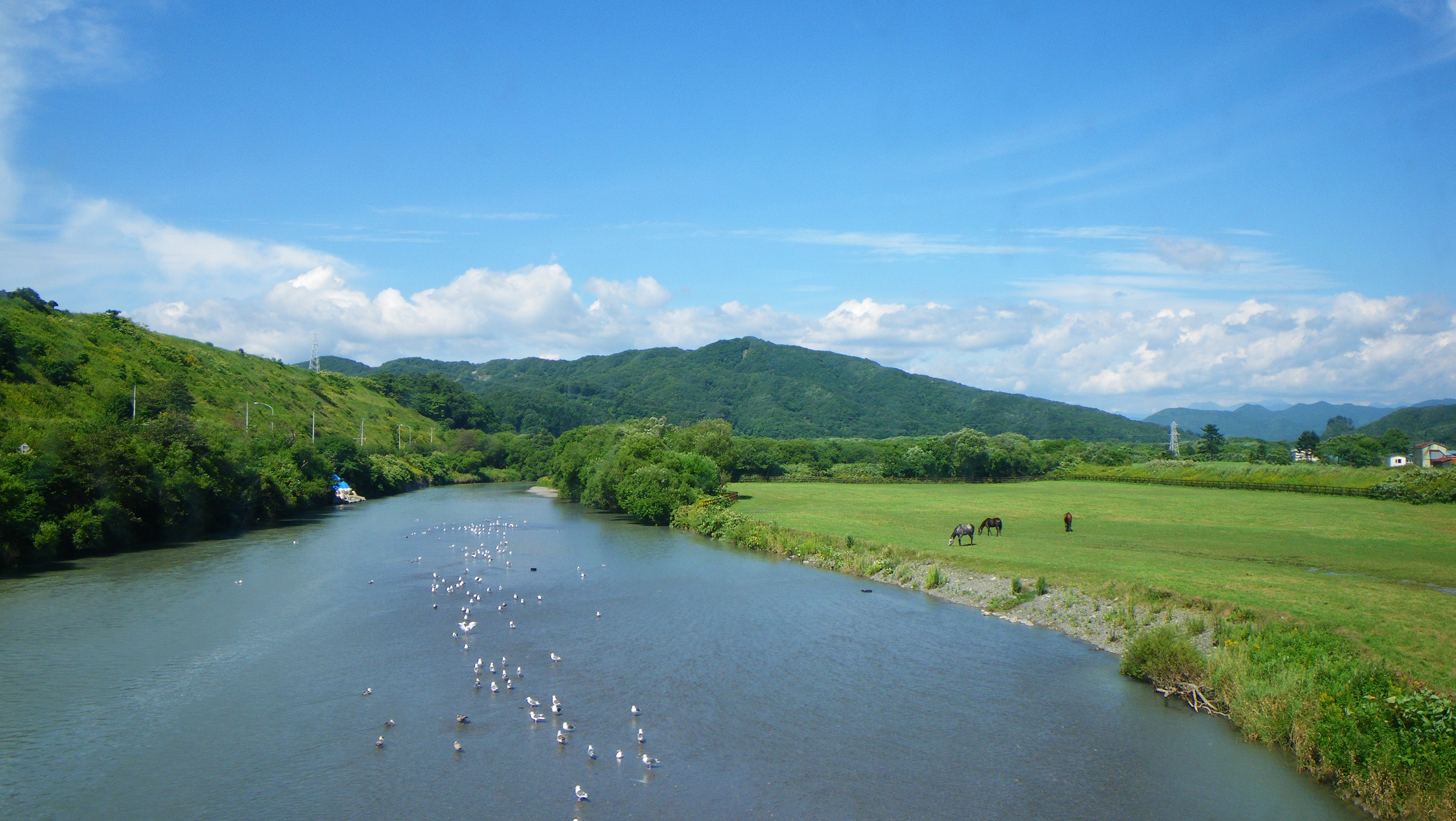
山側の車窓（蓬栄駅 - 日高三石駅間の三石川）。沿線はサラブレッドの生産牧場が点在している。
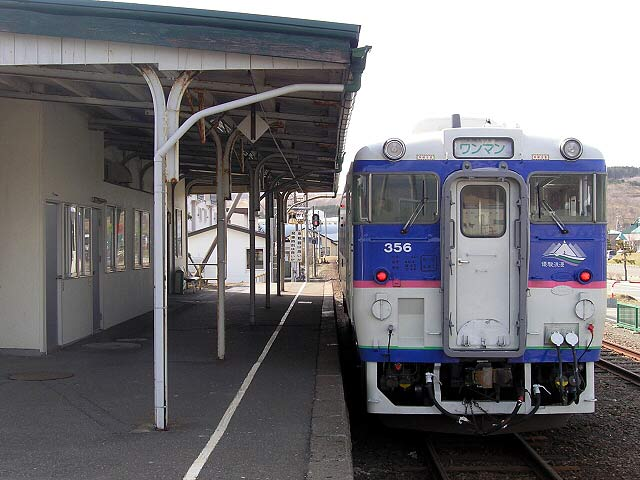
様似駅に停車中の列車（2005年4月）

## 歴史
王子製紙の関連会社であった苫小牧軽便鉄道（1913年（大正2年）10月1日開業）と日高拓殖鉄道（1924年（大正13年）9月6日開業）という2つの軽便鉄道（軌間：762 mm）を、改正鉄道敷設法別表第133号に規定する予定線の一部として1927年（昭和2年）8月1日に国有化して改軌（軌間：1,067 mm）した路線で、これを1933年（昭和8年）から1937年（昭和12年）にかけて様似駅まで延長した。計画では、襟裳岬を回って広尾を経て帯広まで結ぶこととされ、帯広側では広尾線が広尾駅まで開業していたが、広尾線は1987年（昭和62年）2月2日に廃止されている。未成区間の様似駅 - 広尾駅間はジェイ・アール北海道バスの日勝線で連絡していた。

### 王子製紙専用鉄道→苫小牧軽便鉄道
- 1909年（明治42年）6月：王子製紙苫小牧工場で使用するパルプ原料の木材を輸送するために、三井物産が苫小牧 - 鵡川間に専用馬車鉄道を敷設[注釈 2][注釈 3]。
- 1911年（明治44年）
  - 5月29日：王子製紙と三井物産が共同運営契約締結。
  - （月日不明）：蒸気鉄道に改修。
  - 12月：専用鉄道が佐瑠太まで延伸。
- 1912年（大正元年）8月15日：王子製紙が三井物産より当鉄道の一切の施設及び権利を譲受。
- 1913年（大正2年）
  - 5月21日：鉄道免許状下付（勇払郡苫小牧村大字苫小牧-沙流郡門別村大字佐瑠太）[新聞 5]。
  - 7月3日：王子製紙が資本金50万円で苫小牧軽便鉄道株式会社を設立。
  - 10月1日：苫小牧軽便鉄道の苫小牧駅 - 佐瑠太駅間（軌間：762 mm、25.1 M≒40.4 km）が開業（王子製紙専用鉄道を改修）[5][JR北 3]。同区間に苫小牧駅、勇払駅[6]、厚真駅[6]、鵡川駅[6]、鵡川貨物駅、佐瑠太駅[6]を新設[新聞 6]。
- 1925年（大正14年）11月15日：厚真駅を浜厚真駅に改称[7][新聞 7]。

### 日高拓殖鉄道
- 1923年（大正12年）3月12日：王子製紙の資金協力の下、資本金200万円にて日高拓殖鉄道株式会社設立。
- 1924年（大正13年）9月6日：佐瑠太駅 - 厚賀駅間（軌間：762 mm、13.1M≒21.1 km）が開業[5][JR北 3]。同区間に佐瑠太駅・門別駅[6]、波恵駅[6]、慶能舞駅[6]、厚賀駅[6]を新設。
- 1925年（大正14年）2月10日：門別駅を日高門別駅に改称。
- 1926年（大正15年）12月7日：厚賀駅 - 静内駅間（軌間：762 mm、10.2M≒16.4 km）が延伸開業[5]。同区間に節婦駅[6]、高江駅[6]、静内駅[6]を新設。

### 国有化以後
- 1927年（昭和2年）8月1日：苫小牧軽便鉄道・日高拓殖鉄道を国が買収し、国有化。苫小牧駅 - 静内駅間が日高線となる[5][JR北 3][8]。
- 1929年（昭和4年）11月26日：苫小牧駅 - 佐瑠太駅間を軌間1,067 mmに改軌[5]。同時に改キロ (+0.4 km)。
- 1931年（昭和6年）11月10日：佐瑠太駅 - 静内駅間を軌間1,067 mmに改軌[5]。同時に改キロ (+0.8 km)。
- 1933年（昭和8年）12月15日：静内駅 - 日高三石駅間 (23.7 km)が延伸開業[5][JR北 3]。同区間に東静内駅[6]、春立駅[6]、日高三石駅[6]を新設。
- 1935年（昭和10年）10月24日：日高三石駅 - 浦河駅間 (24.5 km) が延伸開業[5][JR北 3][新聞 8]。同区間に本桐駅[6]、荻伏駅[6]、浦河駅[6]を新設。
- 1937年（昭和12年）8月10日：浦河駅 - 様似駅間 (16.2 km) が延伸開業して全通[5][JR北 3]。同区間に日高幌別駅[6]、鵜苫駅[6]、西様似駅[6]、様似駅[6]を新設。
- 1943年（昭和18年）11月1日：富内線の鵡川駅 - 豊城駅間が開業し[9]、当路線から分岐するようになったことに伴い、日高本線に改称[5]。
- 1944年（昭和19年）4月1日：佐瑠太駅を富川駅[5][7]、波恵駅を豊郷駅[7]、慶能舞駅を清畠駅[7]にそれぞれ改称。
- 1948年（昭和23年）8月1日：高江駅を新冠駅に改称[7]。
- 1952年（昭和27年）3月4日：十勝沖地震の影響で、清畠駅 - 厚賀駅間の護岸の浸食が顕著になる[新聞 9]。
- 1954年（昭和29年）1月15日：室蘭本線・室蘭地区へのキハ45000系投入で捻出されたキハ41500形の転用により、気動車（ディーゼルカー）運用開始[10]。
- 1955年（昭和30年）7月4日：大雨のため、清畠駅 - 東静内駅間の各所で道床が浸水する被害が発生[新聞 10]。
- 1957年（昭和32年）
  - 4月10日：客貨混合列車廃止に伴い、完全客貨分離。当初の運用は気動車（ディーゼルカー）7往復、貨物列車3往復。これにより様似駅-苫小牧駅間の所要時間が最大6時間40分から4時間程度に短縮。
  - 10月1日：気動車化完了[5]。
- 1958年（昭和33年）
  - 7月15日：大狩部駅、日高東別駅、蓬栄駅、絵笛駅を新設[5][6]。
  - 7月31日：大雨の影響で、本桐駅 - 荻伏駅間、荻伏駅 - 浦河駅間、浦河駅 - 日高幌別駅間で土砂災害が発生[新聞 11]。
  - 8月19日：大雨の影響で、新冠駅 - 静内駅間で線路が冠水、厚賀駅 - 節婦駅間で土砂流出、春立駅 - 日高三石駅間で道床沈下などの被害が発生。厚賀駅 - 様似駅間が一時不通となる[新聞 12]。
- 1959年（昭和34年）
  - 6月7日：札幌駅 - 様似駅間を千歳線・日高本線経由で運行する臨時準急「えりも」が運転開始（6月-9月の週末運転）[5]。
  - 12月18日：浜田浦駅[5][6]、汐見駅[5][6]を新設。
- 1960年（昭和35年）
  - 4月22日：札幌駅 - 様似駅間を千歳線・日高本線経由で運行する準急「日高」が運転開始。苫小牧駅 - 様似駅間は約3時間、札幌駅 - 様似駅間は4時間半にまで短縮された。
  - 12月28日：護岸の浸食が顕著になったため、清畠駅 - 厚賀駅間の線路を内陸に付け替え[11][新聞 9]。
- 1962年（昭和37年）
  - 12月1日：苫小牧港（西港）建設のため、苫小牧駅（旅客駅） - 浜厚真駅間の線路を付け替え[11]、改キロ (+9.4 km)。これに伴い、勇払駅を北側に移転。廃線跡の一部は苫小牧港開発の貨物線に転用。
  - 12月2日：清畠駅 - 厚賀駅間を改キロ (+0.1 km)。
- 1963年（昭和38年）6月1日：準急「えりも」を定期化。
- 1966年（昭和41年）
  - 3月5日：準急列車制度の改変に伴い、「えりも」「日高」を急行に格上げ。
  - 6月1日：「日高」は「えりも」に名称を統合。同時に1往復増便して3往復体制とする。
- 1970年（昭和45年）
  - 1月30日：悪天候のため、大狩部駅付近の線路の路床が50 mにわたって抜け、レールが宙吊りになる被害が発生[新聞 13]。
  - 2月5日：列車の運転を再開[新聞 13]。
- 1972年（昭和47年）10月：苫小牧東部大規模工業基地開発に伴う、掘り込み水路新設に支障するため、北海道知事から国鉄北海道総局に日高本線の付け替え要請[12]。
  - これを受けて国鉄北海道総局が検討した新線案では、沼ノ端駅の手前で並走する室蘭本線と分かれているところ、沼ノ端駅を経由し、同様に迂回となる国道235号（こちらは移設を実施）とともに工業基地の緩衝緑地を迂回し厚真川の手前で南下し渡河、現在の浜厚真駅を少し過ぎた地点で現在線と合流する計画で[12]、途中には、現在駅に乗り入れる沼ノ端駅のほか、苫小牧市柏原地区に柏原信号場、上厚真地区の西の外れ、苫小牧起点22.2 km地点に無人駅として上厚真駅が設けられる計画であり、既存の勇払駅、浜厚真駅は廃止となる計画であった[12]。結果的にこの新線は苫東地区の開発縮小により未成に終わった。

- 1973年（昭和48年）
  - 9月1日：大雨のため、日高門別駅 - 豊郷駅間で土砂崩れが発生。急行「えりも」3号（3両編成）が現場に突っ込み、全車両が脱線する事故が発生[新聞 14][新聞 15]。
  - 9月3日：大雨のため、日高門別駅 - 節婦駅間の10箇所以上で土砂崩れが発生。厚賀駅 - 節婦駅間で貨物列車が土砂崩れ現場に突っ込み、脱線する事故が発生。鵡川駅 - 節婦駅間が不通となる[新聞 14]。
  - 9月7日：日高門別駅 - 豊郷駅間が復旧し、全線で運転再開[新聞 16]。
- 1974年（昭和49年）2月9日：SLさよなら運転を実施[13]。
- 1977年（昭和52年）9月1日：東町仮乗降場を新設。
- 1979年（昭和54年）7月6日：札幌駅発様似駅行きの「えりも3号」が厚賀駅-大狩部駅間で落石に乗り上げて脱線。乗客14人が負傷[新聞 17]。
- 1981年（昭和56年）
  - 3月：苫小牧駅（旅客駅） - 苫小牧駅（貨物駅）間を自動閉塞・CTC化。
  - 7月5日：豪雨の影響で土砂流出が発生し、富川駅 - 様似駅間が不通となる[新聞 18]。
  - 7月7日：鵡川駅 - 静内駅間の運転を再開[新聞 19]。
  - 7月11日：静内駅 - 様似駅間の運転を再開し、全線で列車の運転を再開[新聞 20]。
  - 8月5日：記録的な豪雨の影響で、日高門別駅 - 様似駅間が不通となる[新聞 21]。
  - 8月17日：日高門別駅 - 様似駅間で代行バスの運行を開始[新聞 21]。
  - 10月1日：静内駅 - 様似駅間の運転を再開[新聞 22]。
  - 11月16日：日高門別駅 - 静内駅間の運転を再開し、全線で列車の運転を再開[新聞 23]。
- 1982年（昭和57年）
  - 3月21日：浦河沖地震が発生。40箇所以上で陥没が発生し、静内駅 - 様似駅間が不通となる[13]。
  - 4月5日：静内駅 - 浦河駅間の運転を再開[13]。
  - 4月15日：浦河駅 - 様似駅間の運転を再開[13]。
  - 8月30日：大雨の影響で静内川鉄橋が被害を受け、静内駅 - 日高三石駅間が不通となる[新聞 24]。
  - 9月11日：静内駅 - 日高三石駅間の運転を再開[新聞 24]。
  - 12月15日：静内駅 - 様似駅間の貨物営業廃止。
- 1984年（昭和59年）2月1日：苫小牧駅（旅客駅） - 静内駅間の貨物営業廃止[5]。
- 1986年（昭和61年）
  - 11月1日：次のように変更。
    - 急行「えりも」廃止[14]。これにより日高本線の優等列車全廃（停車駅は「すずらん」の項目に掲載）。
    - 支線の富内線廃止に伴い[9]、支線がない本線となる。
    - 苫小牧駅（苫小牧操車場[注釈 4]） - 様似駅間を日本全国で初めての「特殊自動閉塞（電子符号照査式）」に変更[注釈 5]。交換可能駅を鵡川駅、日高門別駅、静内駅、本桐駅に集約し、4駅を棒線化（様似駅については引き続き側線を存置）[15]。

### 民営化以後
- 1987年（昭和62年）4月1日：国鉄分割民営化に伴い、北海道旅客鉄道（JR北海道）が第一種鉄道事業者として全線を承継。東町仮乗降場を駅に変更[5][6]。
- 1988年（昭和63年）11月3日：キハ130形運転開始[16]。
- 1989年（平成元年）
  - 7月1日：一部列車でワンマン運転開始[新聞 25]。
  - 8月9日：フイハップ浜駅（臨時駅）を新設。
- 1990年（平成2年）7月1日：日高線運輸営業所開設[17]。全列車ワンマン運転化、全列車キハ130形で運転[18]。
- 1991年（平成3年）7月20日 - 8月18日：静内海水浴場駅（臨時駅）を開設（夏季の土・日営業）。
- 1992年（平成4年）
  - 7月19日 - 8月23日：静内海水浴場駅を開設（土・日営業）。
  - 8月24日：静内海水浴場駅を廃止。
- 1993年（平成5年）9月24日：フイハップ浜駅を廃止。
- 1995年（平成8年）
  - 8月9日：大雨のため土砂災害が発生。日高門別駅 - 静内駅間で運転見合わせ[新聞 26]。
  - 8月20日：日高門別駅 - 静内駅間の運転を再開[新聞 26]。
- 1997年（平成9年）6月1日：キハ160形運転開始[新聞 27][19]。
- 1998年（平成10年）
  - 9月27日：キハ130形の一部がこの日限りで運用離脱。
  - 10月4日：キハ130形「さよならセレモニー」を開催[新聞 28]。
- 1999年（平成11年）7月24日：臨時列車「日高ポニー号」運転開始[新聞 29]。
- 2001年（平成13年）6月17日：臨時列車「日高ポニー号」運転終了。キハ130形全車がこの日限りで運用離脱。
- 2003年（平成15年）
  - 8月9日：台風10号の影響により、列車の運転を見合わせ。節婦駅 - 新冠駅間の橋梁が流され、94箇所で土砂流入などの被害が発生[新聞 30][新聞 31]。
  - 8月16日：静内駅 - 様似駅間で列車の運転を再開。鵡川駅 - 静内駅間で列車代行バスの運行を開始[新聞 32]。
  - 9月26日：十勝沖地震が発生。静内駅 - 様似駅間が不通となる[新聞 33]。
  - 10月6日：全線で列車の運転を再開[新聞 33]。
- 2004年（平成16年）
  - 7月2日：台風8号の影響により、門別町内の護岸壁が破損。鵡川駅 - 静内駅間で運転見合わせ、バス代行[新聞 34]。
  - 7月7日：列車の運転を再開[新聞 35]。
  - 12月13日：翌年3月31日までの期間、デュアル・モード・ビークル (DMV) の走行試験を実施[JR北 4]。
- 2006年（平成18年）10月10日：発達した低気圧の影響で、鵡川駅 - 静内駅間の22箇所で土砂流入などが発生[新聞 36]。
- 2007年（平成19年）10月1日：JR北海道が駅ナンバリングを実施するが、日高本線は対象から外れ、苫小牧駅のみ室蘭本線としてのナンバリングが付される[JR北 5]。
- 2011年（平成23年）3月12日：JR貨物の苫小牧駅を苫小牧貨物駅に改称[JR貨 1]。
- 2015年（平成27年）1月8日：厚賀駅 - 大狩部駅間で、高波により路盤の土砂が流出[JR北 6]。鵡川駅 - 様似駅間が不通となる。
- 2016年（平成28年）
  - 8月31日：台風10号による降雨災害による通信ケーブル損傷のため、静内駅での信号制御ができなくなり[JR北 7][新聞 37]、全線で鉄道による運転ができなくなる。
  - 9月1日：苫小牧駅 - 鵡川駅間の代行バス輸送を開始[JR北 7]。一日3往復[新聞 38]。
  - 9月16日：通信ケーブルが復旧し、苫小牧駅 - 鵡川駅間の運転を再開[新聞 39][新聞 40]。
- 2018年（平成30年）
  - 9月6日：平成30年北海道胆振東部地震の影響により、苫小牧駅 - 鵡川駅も不通となり、全線不通となる。勇払駅 - 浜厚真駅間の厚真川橋梁の桁ずれ・軌道変位などの被害を受けた[JR北 8][JR北 9]。
  - 11月19日：苫小牧駅 - 鵡川駅間が運転再開[JR北 10][新聞 41]。
- 2020年（令和2年）
  - 8月12日：新ひだか町で行われた沿線7町の町長による臨時町長会議で、2021年3月末の鵡川駅 - 様似駅間廃止・2021年4月の代替バス運行開始に関する最終合意を、2020年9月中にJR北海道と行うことを決定[新聞 42]。
  - 10月6日：JR北海道と沿線7町が、2021年4月1日に鵡川駅 - 様似駅間を廃止し、代替バスを運行開始することで最終合意[新聞 43]。
  - 10月23日：JR北海道と沿線7町が、鵡川駅 - 様似駅間の廃止・バス転換などを記した覚書を締結[新聞 44]。
  - 10月27日：JR北海道が国土交通大臣宛てに鵡川駅 - 様似駅間の鉄道事業廃止届を提出[JR北 11][運輸局 2][新聞 45]。
  - 12月28日：国土交通省北海道運輸局がJR北海道や地方自治体に対して、鵡川駅 - 様似駅間の鉄道事業廃止日の2021年4月1日への繰り上げを認めると通知[運輸局 3]。
- 2021年（令和3年）
  - 1月5日：JR北海道が国土交通大臣宛てに鵡川駅 - 様似駅間の鉄道事業廃止日を繰り上げる届出を提出[JR北 1][運輸局 1][新聞 1]。
  - 3月13日：キハ40系350番台の運用を終了[JR北 12]。
  - 4月1日：鵡川駅 - 様似駅間 (116.0 km) の運輸営業を廃止[JR北 1][運輸局 1][新聞 1][新聞 2]。
- 2023年（令和5年）3月18日：浜田浦駅を廃止[JR北 13]。

## 2015年の土砂流出による不通
2015年（平成27年）1月7日から8日にかけて、猛烈に発達した低気圧が北海道を直撃した。これに伴う高波による土砂流出の影響で、鵡川駅 - 様似駅間が不通となった。2016年（平成28年）9月16日現在、列車が運行されているのは苫小牧駅 - 鵡川駅間（下り8本・上り9本）のみで、鵡川駅 - 静内駅間（下り8本・上り7本）および静内駅 - 様似駅間（6往復）は代行バスが運行されている。代行バスは静内駅において系統分割されており、2016年（平成28年）8月17日以降、同駅で乗り継ぎが可能なのは下り3本・上り2本のみである。

### 高潮被災直後の沿線自治体、JR北海道の動き

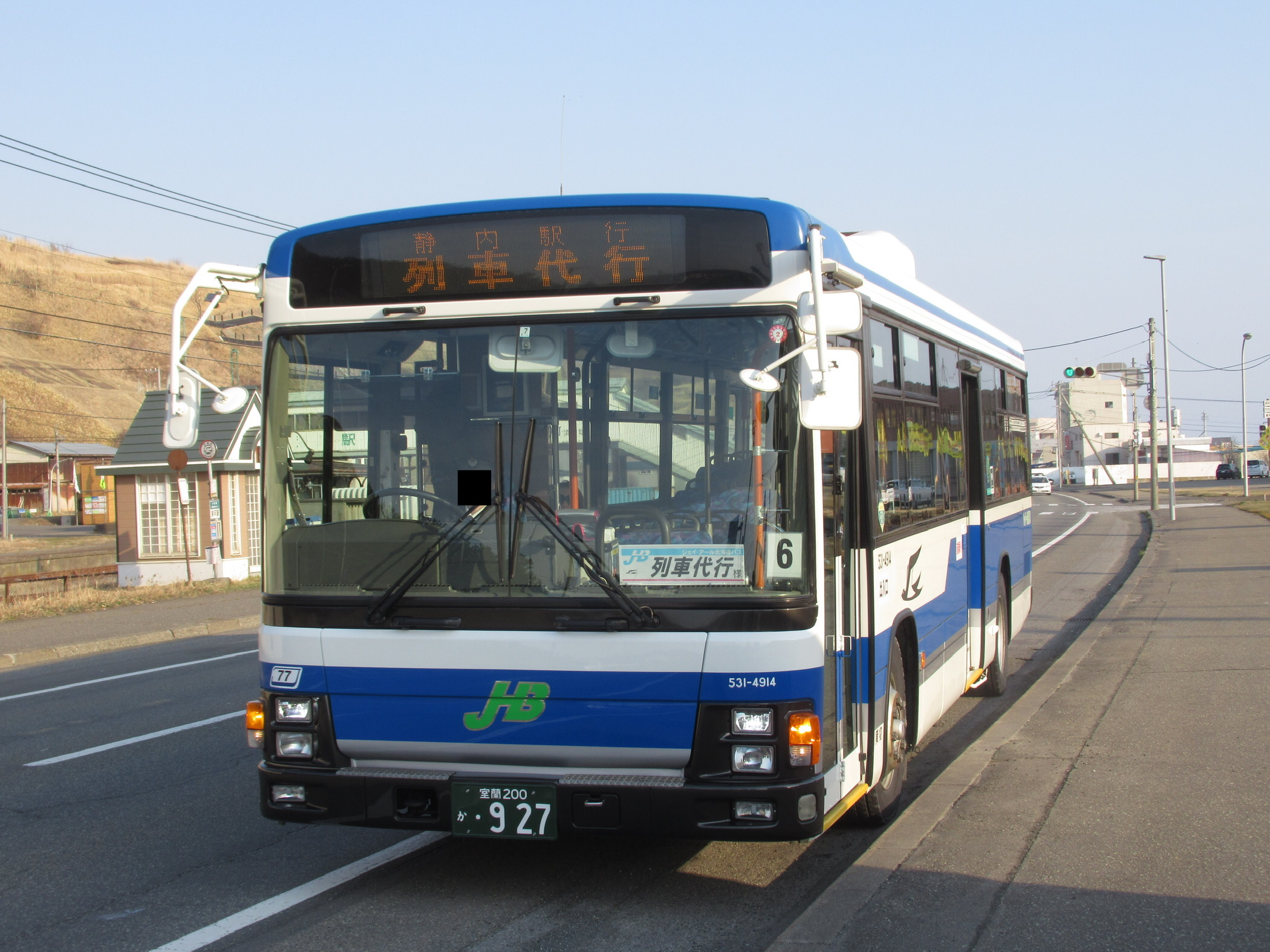
浦河駅前に到着する代行バス（2020年3月29日撮影）

被災区間については護岸工事を要するため復旧の見込みが立たず、JR北海道は工法検討を鉄道総合技術研究所に委託し、そのコンサルティング報告に基づき、根固工の施工や消波ブロックの設置などのほか、護岸改築などの抜本的な対策が不可欠だと判断。同年4月28日に概算工事費と必要工期について2案を発表した。
しかし、2015年（平成27年）9月12日の台風17号による影響で、豊郷駅 - 清畠駅間および厚賀駅 - 大狩部駅間でさらなる路盤流出が発生したため、2016年（平成28年）1月14日に修正後の概算工事費の算定結果を発表した。
2016年（平成28年）8月9日、新冠町役場で開かれた第4回沿線自治体協議会で、JR北海道は鵡川駅 - 様似駅間の復旧後の維持に向け、「単年度赤字分11億1千万円と、年間の防災・老朽対策費の5億3千万円、合わせて年間16億4千万円をJR北海道と管内7町で負担することが必要だ」との考えを示した。これを受けて、北海道知事の高橋はるみはJR北海道に対して、「維持費の詳細な内訳や積算根拠を明らかにすべきだ」との認識を示した。
9月8日に開かれた第5回沿線自治体協議会では、JR北海道が年間3億円を負担し、残りの年間13億4千万円を沿線自治体が負担するように求めた。JR北海道は列車本数を減らすなどしても、維持費は年間1億3千万円しか減らせないと説明しており、上下分離方式を導入した場合も地元負担は同額であるとされる。これを受けて、10月25日までに沿線の7町は「JR北海道が示した地元負担の要求は受け入れられない」として大筋で合意した。

### 2016年の一連の台風被災
2016年（平成28年）8月17日に台風7号、4日後の21日に台風11号、2日後の23日に台風9号が立て続けに北海道に上陸し、日高本線に更なる被害が発生した。
この一連の台風被害による影響でさらに復旧費が増加し、同年11月に合計で約86億円になり、さらに運行を再開した場合の沿線自治体の負担が年間13億4,000万円に上るとの試算を発表した。11月7日、沿線7町は「JRから示された（上下分離方式を含む）地元負担額は極めて大きな金額であり、継続的に負担できない」として拒否することを正式に表明し、同時にJR北海道に対して「今後の日高線のあり方について鉄道事業者として責任ある回答をいただきたい」と求めた。
これを受けて、JR北海道は11月9日の定例会見にて、「（日高本線の『将来像』については）直接、関係自治体の皆さんに答えを返したい」と返答した。
豊郷駅 - 清畠駅間の被災現場の海岸沿いには、波による浸食を防ぐため、金網で石を包んだ高さ1メートルほどの「石かご」が約100メートルにわたり2列並べられていたが、うち1列が台風10号の影響で流失し、応急処置として80個設置されていた消波ブロックも約50個流失したため、同年11月に設置し直された。大狩部駅付近では台風による高波でコンクリート護岸が倒れ、高さ3メートルにわたり土砂がえぐられた。厚賀駅 - 大狩部駅間の被災現場は5か所ほど存在し、国道235号から最も近い現場から西には工事車両さえ入ることができず、残る4か所は手つかずの状態となっている。

### 台風被災調査後の各沿線自治体の対応
2016年の台風被害によって復旧費が増大したことによって、沿線7町の意見は分かれることとなった。むかわ町・新冠町、浦河町は全線復旧および維持を求める立場を崩さず、日高町は「被災していない線路はすぐにでも運行を再開すべきだ」と早期の部分再開を求めたのに対し、平取町は「（廃線方針には反対だが）現実的な状況を踏まえて協議していかなければならないだろう」、様似町は「限りなく全線再開は難しい状況だ」とし、えりも町では「議論の長期化はすでに限界に来ている。バス転換もやむを得ないのではないか」、「たとえ復旧しても被災すれば不通を繰り返すだけ。鉄道存続にこだわるより、住民の足をどう守るかの議論が大切ではないか」とのバス転換もやむを得ないという意見が出された。そのため、将来にわたる地域交通の在り方への考え方には各町でずれが生じた。
また、新ひだか町では鵡川駅 - 様似駅間の廃止は避けられないとの考えから、「同区間のバス転換による新たな交通体系の再構築」や「国道整備や高規格道路の早期延伸」に向けた住民有志の市民団体「日高の公共交通を考える有志の会」が発足している。

### 部分運行再開の模索
苫小牧側の日高町など一部の自治体では、一連の災害でも大きな被害が発生しなかった鵡川駅 - 日高門別駅間の部分的な運行再開を望んでいたが、日高門別駅への折り返し設備工事等にも約1億円を要するとの試算が出されている。
2016年（平成28年）11月22日、日高町長は「全線復旧を求める考えに変わりはない」と前置きしながらも、「日高門別まで再開できれば隣接する平取町も不便が解消される」「13億4千万円は巨額だが、大きな被害がなかった鵡川駅 - 日高門別駅間の部分負担なら話は違ってくる」として、JR北海道に対して「仮に日高町内まで運行再開できるのであれば、（折り返し運行に必要な設備の新設費用や赤字補填、施設維持費などの）費用はどのくらいかかるか試算してほしい」と伝え、沿線自治体の中では初めて、一定の地元負担に前向きな考えを示した。また、岩倉博文苫小牧市長は同日開かれた東胆振の1市4町（苫小牧、むかわ、厚真、安平、白老）の首長懇談会において、「（鵡川駅 - 日高門別駅間の復旧について）日高町から1市4町の首長懇談に参加したい意向が正式に示されれば、連携を視野に検討する」という考えを示した。
10月21日、沿線の7町が代替バスへの転換を前提に、鵡川駅 - 様似駅間の一部廃線を容認することで合意したことが『北海道新聞』で報じられたが、10月25日の『苫小牧民報』では7町の首長が「そのような事実はない」と否定した。
11月18日、JR北海道は厳しい経営状況を理由に10路線13区間を「自社単独で維持することが困難な路線」として発表した。日高本線は全線が『自社単独では老朽土木構造物の更新を含め「安全な鉄道サービス」を持続的に維持するための費用を確保できない線区』とされ、経費節減や運賃値上げ・利用促進策・上下分離方式への転換などを軸に沿線自治体と協議する予定であるとした。
12月15日、JR北海道は少なくとも日高門別駅 - 様似駅間の鉄道による復旧を断念し、廃止およびバス転換とする方針を固め、同年12月21日にその旨を沿線8町（むかわ町、浦河町、日高町、平取町、新冠町、新ひだか町、様似町、えりも町）に伝達した。JR北海道の島田修社長は廃止およびバス転換する方針を廃止時期には言及しなかったが、JR北海道の方針が「一方的だ」などとして、同日の説明会には公務や体調不良を理由に新ひだか、浦河、様似、えりもの4町長が欠席し、担当課長らが代理で出席した。なお、前述する鵡川駅 - 日高門別駅間については「別途試算を出し、地元負担などで運行再開が可能かどうかを引き続き検討する」ともコメントしている。この復旧断念のプレスリリースを受けて、北海道知事の高橋はるみは「この度のJRの方針は、極めて残念」とのコメントを発表した。
2017年（平成29年）2月18日、沿線の7町が協議会において、新ひだか町からデュアル・モード・ビークル (DMV) 方式の導入を提案されたことを受けて、DMVなど代替交通機関のあり方を調査、研究する新しい組織を近く設置することを決めた。2018年（平成30年）7月31日、沿線7町の協議会で検討されていたDMV、およびその後検討されたバス・ラピッド・トランジット (BRT) 方式の導入が断念された。
11月17日、沿線の7町が臨時会議において、日高門別駅 - 様似駅間の復旧を断念することを決めたが、同年12月25日には浦河町が全区間を復旧したい意向を示した。

### バス転換に向けた協議
2019年（平成31年）1月28日、新ひだか町で開かれた沿線7町の会議において、北海道庁の幹部より、JR北海道が鵡川駅 - 様似駅間を廃止・バス転換した場合、海岸保全などを目的に、被災した鉄道護岸の復旧に着手する意向であるという説明を行った。
2月27日、新ひだか町で開かれた沿線7町の会議において、JR北海道と各町が個別協議に入ることを決めた。
4月9日、JR北海道が公表した『JR北海道グループ中期経営計画2023』において、鵡川駅 - 様似駅間をバス転換させる際は以下の考え方であることを発表した。
- 公表時点で運行されている鵡川駅 - 静内駅間の8往復、静内駅 - 様似駅間の7.5往復から、鵡川駅 - 静内駅、静内駅 - 様似駅間共に10往復以上へと増発。また、一部はえりも町まで直通運転を実施。
- 沼ノ端駅 - 鵡川駅は、国道や高規格道路を経由した上で時間短縮を実施。
- 登下校時には富川大町より北海道富川高等学校に、登校時には静内より北海道静内高等学校への乗り入れを実施。
- バス停の数を増加。

令和元年9月19日、平取町が鵡川駅 - 様似駅間の廃止・バス転換を容認する意向を示し、5日後の9月24日、新ひだか町で開かれた沿線7町の臨時会議において、平取町、新冠町、新ひだか町、様似町、えりも町の5町が「鵡川駅 - 様似駅間の廃止・バス転換」、日高町が「鵡川駅 - 日高門別駅間の復旧および日高門別駅 - 様似駅間のバス転換」、浦河町が「鵡川駅 - 様似駅間の復旧」を主張した。
11月12日、新ひだか町で開かれた沿線7町の臨時会議において、浦河町以外の6町の賛成による多数決により、「鵡川駅 - 様似駅間の廃止・バス転換」へ向け各町がJR北海道との個別協議に入ることを決めた。また、同区間をバス転換する案の内容を、11月21日に北海道新聞が報道した。
- えりも本町から苫小牧、新千歳空港、札幌までそれぞれ直通する長距離線のバスを運行（一部区間は、日高厚賀ICより、日高自動車道や道央自動車道を走行）
  - なお、2018年（平成30年）8月1日より、浦河ターミナルから南千歳駅および新千歳空港へと結ぶ直通バス「特急ひだか優駿号」の運行が開始された[JR北 24]。しかし、ジェイ・アール北海道バスによるとバス転換後も1便平均4人と利用客が低迷し、2022年3月27日で廃止されることになった（廃止後は2021年4月に新設された特急とまも号に集約される）[20]。
- 富川と静内を交通結節点とし、「苫小牧 - 富川間」「富川 - 静内間」「静内 - えりも本町間」の中・短距離線のバスを運行。

2020年（令和2年）6月4日、JR北海道が沿線7町に対し、代替バスの運行や地域振興のために総額25億円の支援金（18年間分の転換バス運行費20億円、駅舎や鉄道施設跡地を活用する地域振興費5億円）を拠出する案を提示したことを、同年6月5日に北海道新聞が報道した。
7月16日、町公民館で開かれた沿線7町の臨時会議にて、鵡川駅 - 様似駅間の廃止の最終合意に至らなくても、翌3月のJRバスのダイヤ改正に合わせて、転換バスの試験運行をすることをJR北海道へ要望することを決めた。

### 鵡川駅 - 様似駅間の廃止合意とバス転換の決定
2020年（令和2年）8月12日、新ひだか町で開かれた沿線7町の臨時会議にて、2021年3月末に鵡川駅 - 様似駅間を廃止し、4月から代行バスを運行することで、2020年9月中にJR北海道と沿線7町が最終合意することを決めた。
9月17日の『北海道新聞』で、JR北海道と沿線7町が同年9月28日に臨時会議を開き、鵡川駅 - 様似駅間の廃止に関して最終合意を行う方針を固めた旨が報じられたが、9月28日に開かれた臨時会議では、鵡川駅 - 様似駅間廃止の最終合意は、廃止した区間の護岸工事について道やJRの負担の割合が決まっていないとして見送られた。
10月6日、新ひだか町で開かれた沿線7町の臨時会議にて、JR北海道と沿線7町が鵡川駅 - 様似駅間を2021年4月1日に廃止し、同日に代替バスを運行開始することで最終合意を行った。10月23日にはJR北海道と沿線7町が、鵡川駅 - 様似駅間の廃止・バス転換などに関する覚書を締結した。同日には北海道知事鈴木直道は「地域の声に耳を傾け、情報提供や助言、調整をしっかりやりたい」と述べ、鵡川駅 - 様似駅間の廃止にあたって支援を行いたい考えを示している。
なお、鵡川駅 - 様似駅の廃止は、JR北海道の路線としては、初めて災害で不通となったまま最終合意が行われた事例となった。また、鵡川駅 - 様似駅間の廃止は、2016年にJR北海道が『自社単独で維持することが困難な路線』を公表して以降、石勝線新夕張駅 - 夕張駅間（2019年4月1日廃止）、札沼線北海道医療大学駅 - 新十津川駅間（2020年5月7日廃止）に続いて3例目となる。
鵡川駅 - 様似駅間の廃止合意後の10月27日には、JR北海道が国土交通大臣宛てに、同区間の鉄道事業廃止届を提出した。この届出提出時点では、鵡川駅 - 様似駅間の廃止予定日は2021年（令和3年）11月1日とされており、国土交通省北海道運輸局の聴取により繰り上げが認められれば、同年4月1日に廃止予定日を繰り上げるとしていた。
その後、12月8日には意見聴取が開かれ、JR北海道は国土交通省に対し、鵡川駅 - 様似駅間の廃止日を2021年4月1日に繰り上げるよう要請。同月28日には、国土交通省北海道運輸局が、国土交通大臣よりJR北海道や地方自治体に対して、「意見聴取の結果、廃止の日を令和3年4月1日に繰り上げたとしても公衆の利便を阻害するおそれがないと認める」として、鵡川駅 - 様似駅間の鉄道事業廃止日の繰り上げを認める通知を行ったことを発表した。これを受けて、JR北海道は翌2021年1月5日に、鵡川駅 - 様似駅間の鉄道事業廃止日を繰り上げる届出を提出、同区間は同年4月1日に廃止される見通しとなった。
2021年（令和3年）2月18日には、日高町村会と日高地域広域公共交通確保対策協議会、JR北海道が、日高振興局での記者会見の席上で、鵡川駅 - 様似駅間の廃止に伴うバス転換の概要を以下のように発表した。ただし、以下は2021年（令和3年）2月18日時点では認可申請中であり、変更の可能性があるとしている。
- 日高管内各地から静内高校や苫小牧市内の高校への登校時間に合わせ、新たに登校バス6便の運行、既存バスの各高校への乗り入れを実施。
  - 静内では北海道静内農業高等学校のスクールバスにも接続
  - 苫小牧市内の高校への登校バスは、鵡川駅での列車接続も考慮
- 通院や買い物の利便性配慮の観点より、既存バスに計10か所の停留所を新設
- バス車両9台を導入し、低床バスの推進[注釈 7]
- 時間帯に応じて、国道経由の短絡ルートと市街地立ち寄りルートを使い分け
- えりも方面 - 浦河・静内方面の直通便を新設
- えりも町 - 苫小牧市間には1日1往復の直行便「特急とまも号」を新設し、鉄道運行時に様似駅から既存バスに乗り継いでいた際と同等の3時間50分で運行

### 廃線後の代替バス運行系統
2021年（令和3年）2月21日付『北海道新聞』では、代替バスの系統が以下のようになると報道されている。
| 事業者           | 道南バス                              | ジェイ・アール北海道バス                  |
| ---------------- | ------------------------------------- | ----------------------------------------- |
| 走行区間（新規） | 苫小牧駅前・鵡川駅前 - 静内           | えりも - 苫小牧駅前 （特急とまも号）      |
| 走行区間（新規） | 厚賀第一 - 静内高校前                 | 静内 - 様似営業所                         |
| 走行区間（新規） | 富川高校前 - 静内・静内高校前         | 荻伏 - 静内高校前                         |
| 走行区間（新規） | 静内 - 苫小牧駅前                     | 様似営業所 - 静内高校前 （急行）          |
| 走行区間（新規） | 平取 - 鵡川駅前                       | 静内 - えりも郷土資料館 （急行）          |
| 走行区間（既存） | 苫小牧駅前・鵡川駅前 - 静内（一部便） | 上野深 - 浦河老人ホーム前                 |
| 走行区間（既存） | 平取 - 苫小牧駅前・静内               | 向別 - 様似営業所・えりも郷土資料館・庶野 |
| 走行区間（既存） | 静内 - 浦河老人ホーム前               | 様似営業所 - えりも郷土資料館・庶野・広尾 |

### 記念入場券の発売
鵡川駅 - 様似駅の廃止に向けて、2021年（令和3年）2月より、鵡川駅 - 様似駅間を含めた日高本線全29駅の記念入場券（アクリル製駅名標を模したもの）と収納用の台紙がセットで発売されている。新型コロナウイルス感染症（COVID-19）の流行による移動自粛要請等があったことから、2021年2月26日より予定されている苫小牧駅および静内駅での発売に先行して、郵送での発売が同年2月2日 - 2月21日まで実施された。
これ以外に、JR北海道による記念行事は行われない。

### 鵡川駅 - 様似駅間の廃線後
鵡川駅以南の廃線後への備えとして、苫小牧市など1市4町で構成する「JR北海道の維持困難線区に関する東胆振首長懇談会」が2021年1月25日に開いたオンライン会議で、苫小牧駅 - 鵡川駅間の存続を求めることを確認した。高波による被害を受けた新冠町内の海岸の護岸については、北海道が主体となり対策が行われる。2021年（令和3年）度は計画立案に向けた現地調査業務が実施される。
廃線前にJR北海道が運行していた代行バスに代わる路線バスや高速バスは、1日の便数（平日）は134から97に減ったものの、バス停は、JR北海道と沿線7町、道南バスが協議して国道235号沿いの学校や病院の近くなどに10か所新設して158か所に増えた。様似と苫小牧を結ぶ高速バスの片道所要時間は3時間19分で、鉄道時代（3時間3分）とあまり変わらない。
日高町では、町内5駅の活用案を町民から募集し、日高門別駅を地域の観光拠点として活用することとなった。ホームや線路約600mも保存する見通しで、駅舎と合わせてJR北海道に無償貸付けを申請している。
新冠町では、オープンから22年が経過した道の駅サラブレッドロード新冠のリニューアルにおいて廃線跡地を活用するなど、鉄道用地の利活用を行う方針である。
浦河町では、廃線跡地の活用に向けて町民からアイデアを募集し、駅舎の道の駅化、トロッコ列車運行など約20件が寄せられた。民間では沿線住民有志が2020年（令和2年）12月、「日高線廃止後の鉄路の活用を考える会」を発足させ、イベントや観光への活用を検討している。
廃線をテーマに2019年12月から撮影が始まったドキュメンタリー映画『日高線と生きる』（監督：稲塚秀孝）が制作され、2021年10月23日から苫小牧市や札幌市で上映された。

### 不通後の経過
- 2015年（平成27年）
  - 1月8日：厚賀駅 - 大狩部駅間（苫小牧駅起点67.506 km付近）で高波による土砂流出が発生[JR北 6]。鵡川駅 - 様似駅間が不通となり、苫小牧駅 - 鵡川駅間でも一部の列車が運休[JR北 28][JR北 29][JR北 30]。
  - 1月13日：鵡川駅 - 様似駅間で代行バスを運行開始[JR北 28][JR北 29][JR北 30]。苫小牧駅 - 鵡川駅間の列車運行本数は8.5往復。代行バス運行本数は鵡川駅 - 静内駅間が4往復（土休日は2往復）、静内駅 - 様似駅間が3往復（土休日は2往復）。
  - 1月27日：静内駅 - 様似駅間で運行再開（4往復）[JR北 31]。鵡川駅 - 静内駅間は引き続き代行バスを運行（4往復）[JR北 32]。車両の給油・検査のため、静内以東で用いる車両は毎日回送で苫小牧運転所から、土砂流出区間を通過して送り込まれた[新聞 97]。
  - 2月14日：この日のみ、静内発鵡川行きの代行バスを上り1本追加運転[JR北 32]。
  - 2月21日：富川駅、豊郷駅、厚賀駅、大狩部駅、節婦駅の代行バス乗降場所を変更[JR北 33]。また、同年3月31日まで、静内発鵡川行きの代行バス1本を追加運転[JR北 33]。
  - 2月28日：厚賀駅 - 大狩部駅間において土砂流出が進行し、静内駅 - 様似駅間用の車両を回送することも不可能となったため同日午前をもって静内駅 - 様似駅間の列車運行を取り止め。午後以降は鵡川駅 - 様似駅間で代行バスを運行[JR北 34]。代行バス運行本数は鵡川駅 - 静内駅間が下り4本・上り5本、静内駅 - 様似駅間が4往復。
  - 4月1日：代行バスについて、同日から静内発鵡川行きを1本追加運行。鵡川駅 - 静内駅間の運行本数が下り4本・上り6本となる[JR北 35]。
  - 4月29日：東静内駅 - 西様似駅間の各駅における代行バスの乗降場所を変更[JR北 36]。
  - 6月1日：代行バスを増発し、鵡川駅 - 静内駅間が下り8本・上り7本、静内駅 - 様似駅間が6往復の運行となる。また、鵡川発苫小牧行きの列車2本の運行時刻を変更[JR北 37]。
  - 8月17日：代行バスのうち、様似駅発静内駅行きの上り1本の時刻を変更[JR北 15]。
  - 9月12日：台風17号の影響で、豊郷駅 - 清畠駅間および厚賀駅 - 大狩部駅間（1月の被災箇所付近）でさらなる路盤流出が発生[JR北 18][JR北 19]。
- 2016年（平成28年）
  - 1月13日：代行バスを増発し、静内駅 - 様似駅間が下り7本・上り6本の運行となる。静内発浦河行きの代行バス1本を追加運転（土休日は運休）。東町駅の代行バス乗降場所を変更[JR北 38]。
  - 3月26日：代行バスを増発し、鵡川駅 - 静内駅間が8往復、静内駅 - 様似駅間が下り8本・上り6本の運行となる。また、絵笛駅、西様似駅の代行バス乗降場所を変更[JR北 39]。
  - 7月30日：胆振・日高地方の豪雨の影響で、不通区間のうち本桐駅 - 荻伏駅間における3カ所で線路下の路盤が流出[新聞 98]。
  - 8月23日：台風9号による降雨災害の影響で、不通区間のうち鵡川駅 - 汐見駅間の鵡川橋りょうに敷設されていた通信ケーブルが断線[JR北 40]。清畠駅 - 厚賀駅間で線路下の路盤が崩落[新聞 99]。
  - 8月31日：台風10号による降雨災害の影響で、豊郷駅 - 清畠駅で慶能舞川橋りょうが流失[JR北 41][新聞 38]。これに伴う通信ケーブル損傷のため静内駅での信号制御ができなくなり[JR北 7][新聞 37]、全線で鉄道による運転ができなくなる。このほか新冠駅 - 静内駅間80k328m地点で護岸倒壊[JR北 41]。
  - 9月1日：苫小牧駅 - 鵡川駅間の代行バス輸送を開始[JR北 7]。一日3往復[新聞 38]。
  - 9月16日：通信ケーブルが復旧し、16日ぶりに始発から苫小牧駅 - 鵡川駅間の運転を再開[新聞 39][新聞 40]。
  - 12月21日：鵡川駅 - 様似駅間の復旧断念をJR北海道より発表[JR北 3]。
- 2018年（平成30年）
  - 3月17日：ダイヤ改正に伴い、静内駅 - 鵡川駅間において一部の代行バスの運行時刻を見直し[JR北 42]。
  - 4月1日：代行バスの運行時刻を見直し。清畠駅の代行バス乗降場所が変更されたほか、静内駅 - 様似駅間において一部の代行バスの運行時刻および運行日が通学日や学休日に合わせたものに見直され、一部の駅が通過するようになる。また、通年運行される上り1本、下り1本が日高東別駅を通過するようになる[JR北 43]。
  - 6月17日：JR北海道が鵡川駅 - 様似駅間を2020年度を目処に廃止する方針を示す[24]。
  - 9月1日：鵡川駅 - 静内駅間において代行バスの時刻を見直し。一部の便を除き、清畠駅の停車時間が拡大または縮小される。また、上り4本、下り1本が汐見駅を通過するようになる[JR北 44]。
  - 9月6日：北海道胆振東部地震の影響により、不通区間のうち富川駅 - 日高門別駅間における沙流川橋りょうで、軌道変位・ひび割れなどの被害を受ける[JR北 45][新聞 100]。
  - 9月13日：北海道胆振東部地震の影響により、苫小牧駅 - 鵡川駅間の代行バス輸送を開始[JR北 46]。
  - 11月19日：厚真川橋りょうの復旧により、苫小牧駅 - 鵡川駅間の運転を再開[JR北 10][新聞 41]。
- 2019年（令和元年）
  - 9月19日：平取町が鵡川駅 - 様似駅間の廃止・バス転換を容認[新聞 75]。
  - 11月12日：新ひだか町で行われた沿線7町の町長による臨時町長会議で、多数決により鵡川駅 - 様似駅間の廃止・バス転換に向け各町とJR北海道との協議入りを決定[新聞 77][新聞 78][新聞 101]。
- 2020年（令和2年）
  - 8月12日：新ひだか町で行われた沿線7町の町長による臨時町長会議で、2021年3月末の鵡川駅 - 様似駅間・2021年4月の代替バス運行開始に関する最終合意を、2020年9月中にJR北海道と行うことを決定[新聞 42]。
  - 9月28日：沿線7町の町長による臨時町長会議を開催。4月からのバス転換の最終合意を、廃止した区間の護岸工事について道やJRの負担の割合が決まっていないとして見送られる[21][新聞 84][新聞 85]。
  - 10月6日：JR北海道と沿線7町が、2021年4月1日に鵡川駅 - 様似駅間を廃止し、代替バスを運行開始することで最終合意[新聞 43]。
  - 10月23日：JR北海道と沿線7町が、鵡川駅 - 様似駅間の廃止・バス転換などを記した覚書を締結[新聞 44]。
  - 10月27日：JR北海道が国土交通大臣宛てに鵡川駅 - 様似駅間の鉄道事業廃止届を提出[JR北 11][運輸局 2][新聞 45]。
  - 12月28日：国土交通省北海道運輸局がJR北海道に対して、鵡川駅 - 様似駅間の鉄道事業廃止日を2021年4月1日への繰り上げを認める通知を行ったと発表[運輸局 3]。
- 2021年（令和3年）
  - 1月5日：JR北海道が国土交通大臣宛てに鵡川駅 - 様似駅間の鉄道事業廃止日を繰り上げる届出を提出[JR北 1][運輸局 1][新聞 1]。
  - 4月1日：鵡川駅 - 様似駅間 (116.0 km) の運輸営業を廃止[運輸局 1][新聞 1][新聞 2]。

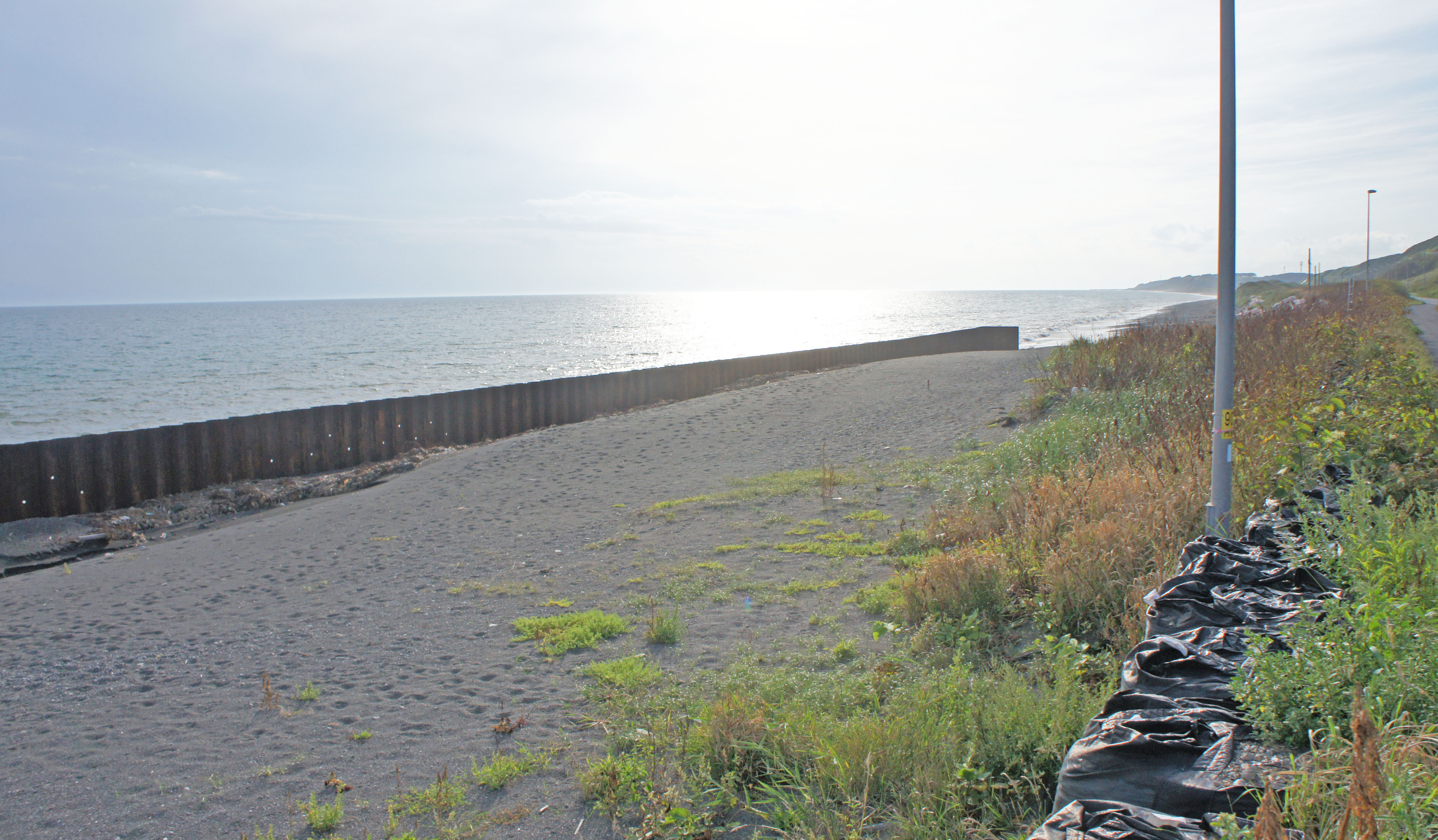
2016年8月に発生した台風9号の影響で土砂流出した部分（豊郷駅 - 清畠駅間、豊郷方面を望む）
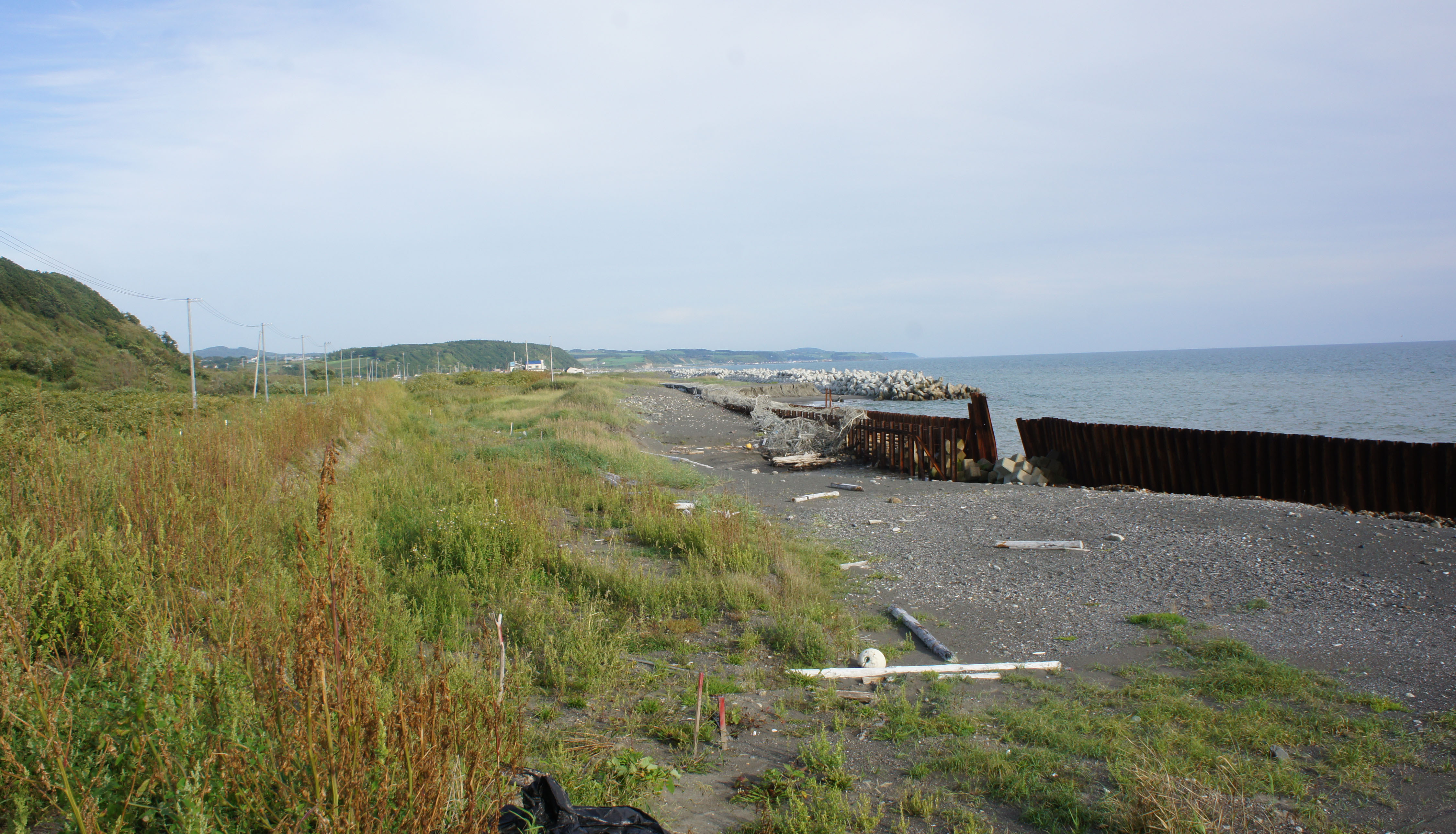
2016年8月に発生した台風9号の影響で土砂流出した部分（豊郷駅 - 清畠駅間、清畠方面を望む）
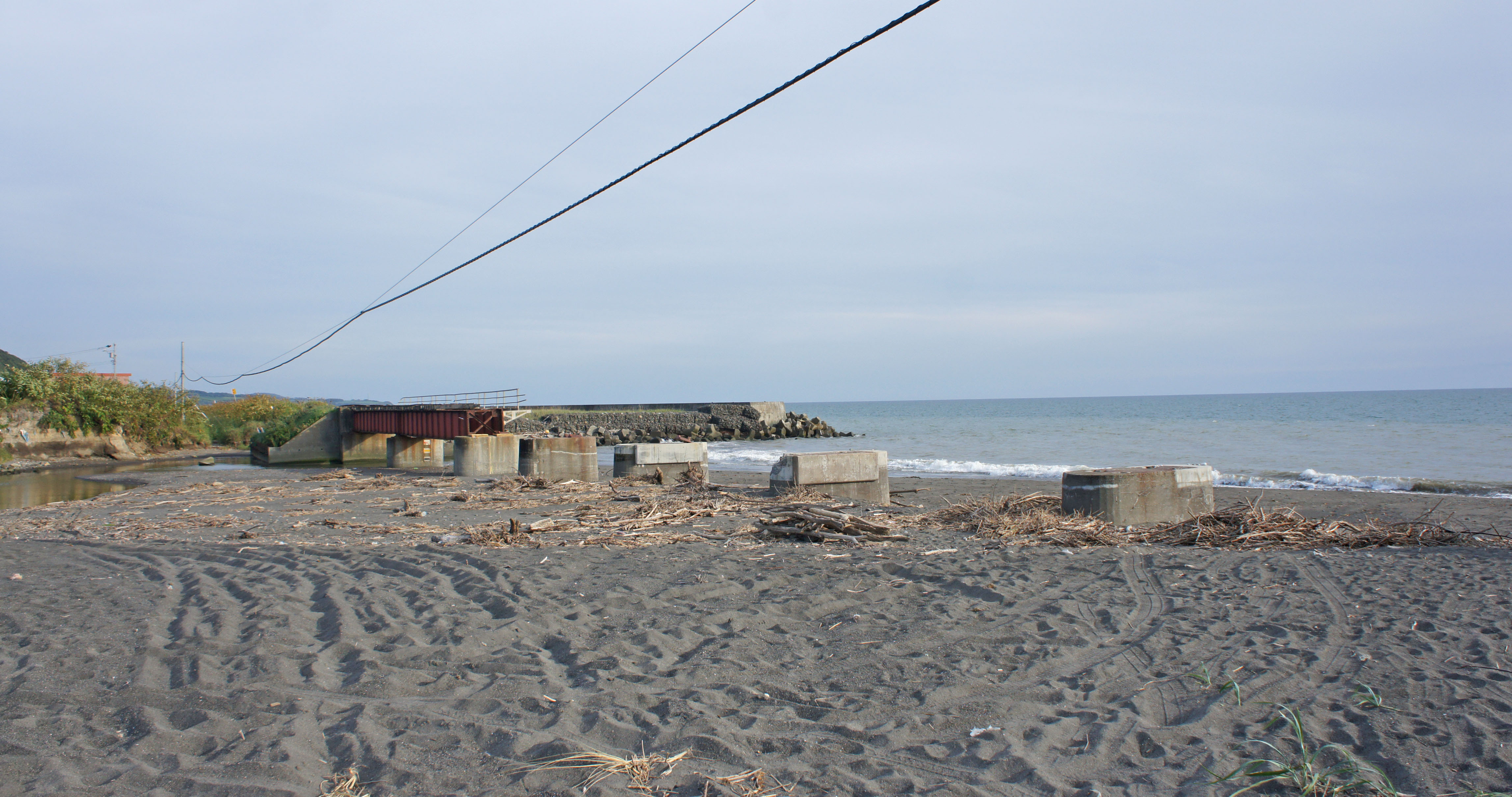
2016年8月に発生した台風10号の影響で流失した慶能舞川橋りょう
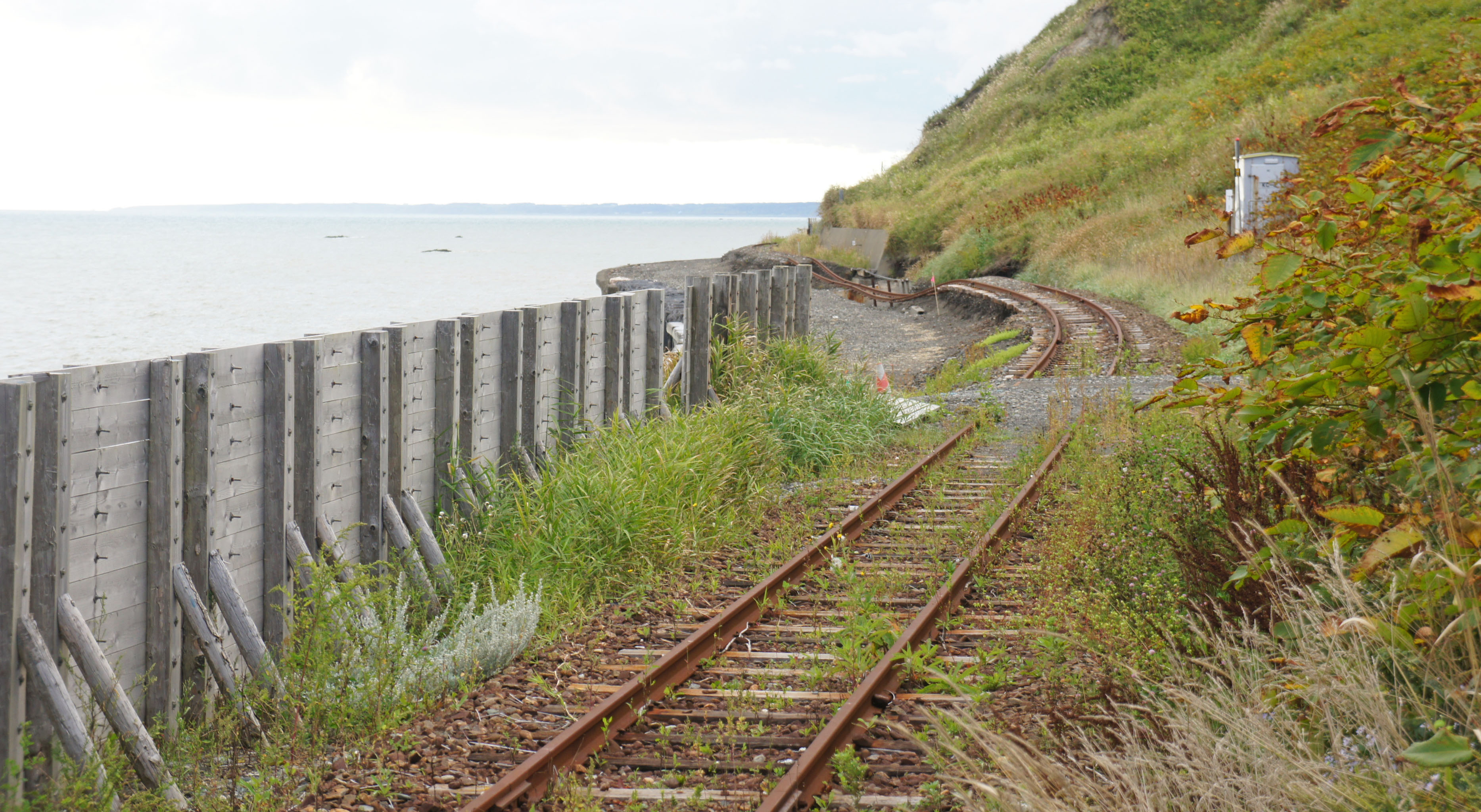
厚賀駅 - 大狩部駅間において土砂流出が発生した部分（大狩部駅ホームより撮影）

## 運行形態
全線を日高線運輸営業所が管轄している。
現行ダイヤでは全列車が苫小牧駅 - 鵡川駅間の線内運行で、下り8本・上り9本が設定されている。途中駅での列車交換はなく、全線所要時間は29 - 30分である。
高波災害前は苫小牧駅 - 様似駅間の直通列車（下り5本、上り6本）と苫小牧駅 - 鵡川駅・静内駅間、静内駅 - 様似駅間の区間運転列車があり、3時間以上運行のない時間帯があった。また、土曜・休日や学校休校日には、「ホリデー日高」が静内発苫小牧行きで運行されていた。
車両は苫小牧運転所のキハ40形気動車（1700番台）が使用されている。かつてはキハ40形気動車（350番台）のほか、当線限定運用のキハ130形やキハ160形が導入されていたこともあった。また、キハ40形気動車（350番台）については、2021年3月13日のダイヤ改正をもって営業運転を終了した。
この路線では年末年始も休日ダイヤを採用せず、臨時列車扱いで鵡川発苫小牧行きの夕方の列車を追加運行していた。

## 臨時列車

### 優駿浪漫号

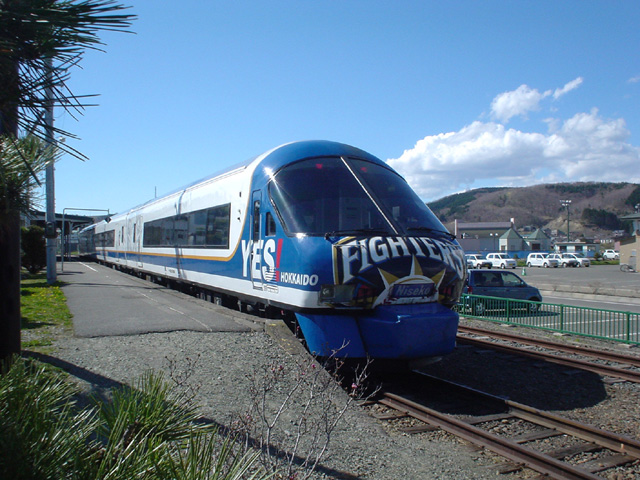
優駿浪漫号として使用されたニセコエクスプレス（2005年5月）

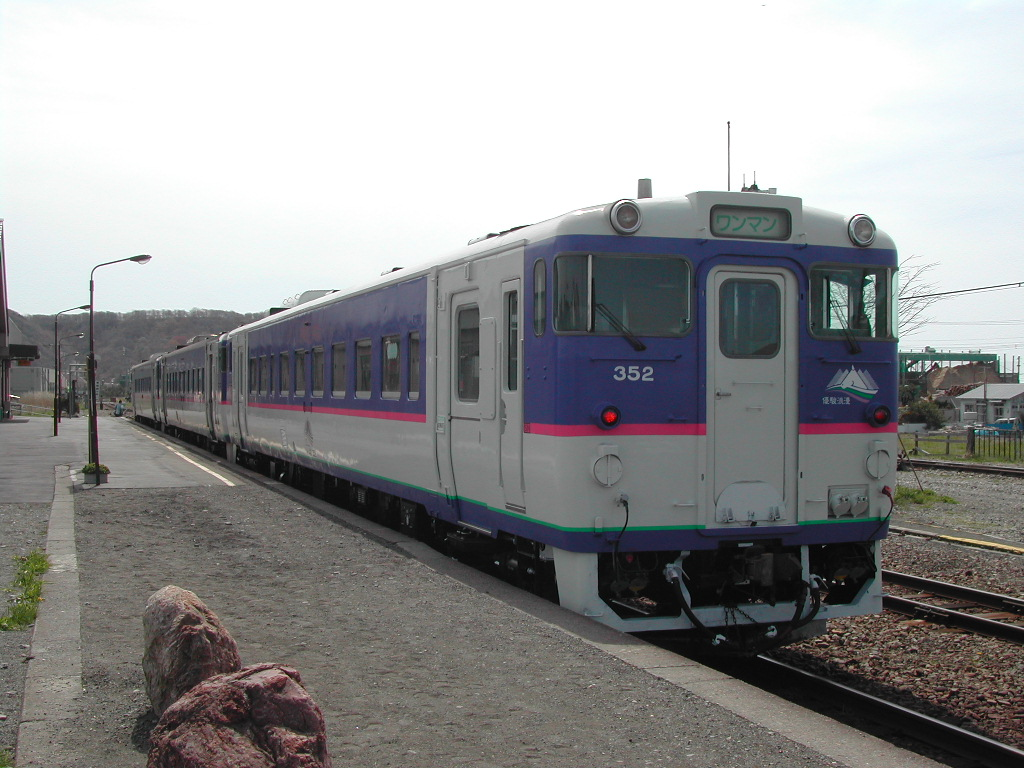
様似駅にて

1998年（平成10年）7月から2013年（平成25年）5月まで、千歳線直通で札幌駅 - 様似駅間を運転していた臨時列車。当初は夏休みに北海道を訪れる観光客や、日高本線沿線から札幌方面へ出かける利用者の便宜を図るため、千歳駅 - 様似駅間で上り1本、下り2本が運転された。後年に運転区間が札幌駅 - 様似駅間に延長され、日本屈指の桜並木がある静内町への観光列車として運転された。
運行は毎年5月の観光シーズンの数日のみ、1日1往復の運行で、キハ183系特急形気動車「ニセコエクスプレス」（5000番台）が使用されていた。かつては、当線で通常使用されているキハ40形気動車（350番台）や学園都市線用のキハ141系気動車がヘッドマークを変えるだけで使用されたこともあった。なお、運転開始から一貫して臨時快速列車の扱いだったが、2011年（平成23年）度からは臨時普通列車扱いとなった。全席自由席での運転。
当線内は定期普通列車の置き換えであるため、各駅に停車する。線路配線の都合で苫小牧駅で列車の進行方向が変わる。千歳線内の停車駅は同線を走行する昼行特急と同じだが、ダイヤの編成の都合で運転停車を行い後続列車に追い抜かれる場合もあり、同線内での所要時間は快速「エアポート」よりも遅くなる。
2014年（平成26年）以降は運転されていない。
停車駅
札幌駅 - 新札幌駅 - 南千歳駅 - 苫小牧駅 - （各駅に停車） - 様似駅

### 日高ポニー号

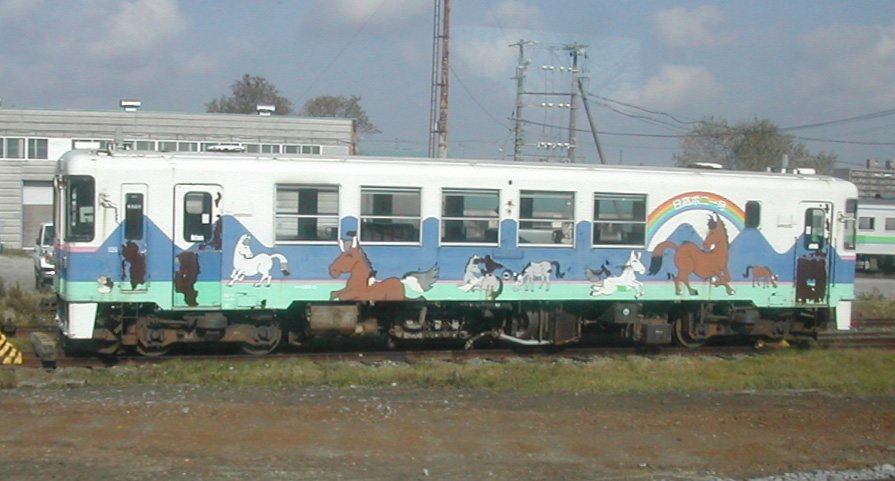
日高ポニー号用塗色のキハ130形

1999年（平成11年）7月24日から2001年（平成13年）6月17日までの間、鵡川駅 - 静内駅間を運転していた臨時列車。日高線運輸営業所が日高観光の呼び水として計画し、1999年（平成11年）は7 - 8月の毎週土曜日に運転された。当時老朽化などにより一部の車両が運用を離脱していた、キハ130形気動車1両によって運転された。車体は馬のイラストが書かれた専用塗装となり、車内にはドリンクホルダー付きのテーブル、木馬と記念撮影できるスペースなどが設けられた。2001年（平成13年）6月17日、車両の老朽化などにより運行終了となった。
苫小牧駅 - 鵡川駅間は定期列車に併結されて運用されていた。観光ガイドによる車内放送があり、沿線の牧場・鉄橋などの見どころでは速度を落として運転した。
停車駅
鵡川駅 - 富川駅 - 日高門別駅 - 厚賀駅 - 節婦駅 - 新冠駅 - 静内駅

### ホリデー日高
2001年（平成13年）12月27日から2015年の土砂流出による不通までの間、土曜・休日に、静内駅発苫小牧駅行きが1本運行されていた普通列車。学校の休校日に設定されることもあった。
停車駅
苫小牧駅 - 勇払駅 - 鵡川駅 - 富川駅 - 日高門別駅 - 豊郷駅 - 清畠駅 - 厚賀駅 - 節婦駅 - 新冠駅 - 静内駅

## 区間別の利用状況

### 輸送密度
輸送密度は以下の通り。ただし、2015年（平成27年）1月の盛土流出に伴う運休のため、2014年（平成26年）度は2014年（平成26年）4月から12月までの実績を用いて、2015年（平成27年）度は運休区間のバス代行輸送の人員を含めて算出している。
| 年度                 | 輸送密度 （人/日） | 輸送密度 （人/日）  | 輸送密度 （人/日） | 備考 | 出典                                |
| 年度                 | 全体               | 苫小牧駅 - 鵡川駅間 | 鵡川駅 - 様似駅間  | 備考 | 出典                                |
| -------------------- | ------------------ | ------------------- | ------------------ | --- | ----------------------------------- |
| 1975年（昭和50年）度 | 2,164              | 3,777               | 1,740              | | [ JR北 51 ] [ JR北 22 ]             |
| 1980年（昭和55年）度 |                    | 2,761               | 1,246              | | [ JR北 22 ]                         |
| 1984年（昭和59年）度 | 1,127              |                     |                    | | [ 新聞 103 ]                        |
| 1985年（昭和60年）度 |                    | 1,925               | 858                | | [ JR北 22 ]                         |
| 1987年（昭和62年）度 |                    | 1,283               | 538                | | [ JR北 22 ]                         |
| 2012年（平成24年）度 | 320                |                     |                    | | [ JR北 53 ]                         |
| 2013年（平成25年）度 | 312                |                     |                    | | [ JR北 53 ]                         |
| 2014年（平成26年）度 | 298                | 589                 | 186                | | [ JR北 50 ] [ JR北 54 ] [ JR北 22 ] |
| 2015年（平成27年）度 | 185                |                     |                    | | [ JR北 52 ] [ JR北 55 ]             |
| 2016年（平成28年）度 |                    | 462                 | 125                | | [ JR北 56 ]                         |
| 2017年（平成29年）度 |                    | 449                 | 119                | 同年度分より集計方法見直し | [ JR北 57 ]                         |
| 2018年（平成30年）度 |                    | 462                 | 119                | 苫小牧駅 - 鵡川駅間：通学での利用客増加により、前年度比増加 | [ JR北 58 ]                         |
| 2019年（令和元年）度 |                    | 528                 | 104                | 苫小牧駅 - 鵡川駅間：沿線の高校での通学手段の鉄道への切り替えの実施により、前年度比増加 鵡川駅 - 様似駅間：新型コロナウイルス感染症（COVID-19）の拡大の影響などにより、前年度比減少 | [ JR北 59 ]                         |
| 2020年（令和02年）度 |                    | 476                 | 95                 | COVID-19の影響により、前年度比減少 | [ JR北 60 ]                         |
| 2021年（令和03年）度 |                    | 387                 |                    | | [ JR北 61 ]                         |
| 2022年（令和04年）度 |                    | 398                 |                    | [ JR北 62 ] |                                     |
| 2023年（令和05年）度 |                    | 390                 |                    | [ JR北 63 ] |                                     |

### 収支・営業係数
収支（営業収益、営業費用、営業損益）と営業係数は以下の通り。いずれも管理費を含めた金額である。▲は赤字を意味する。
| 年度                 | 年度                | 収支（百万円） | 収支（百万円） | 収支（百万円） | 営業係数 （円） | 備考                                                                                   | 出典        |
| 年度                 | 年度                | 営業収益       | 営業費用       | 営業損益       | 営業係数 （円） | 備考                                                                                   | 出典        |
| -------------------- | ------------------- | -------------- | -------------- | -------------- | --------------- | -------------------------------------------------------------------------------------- | ----------- |
| 2014年（平成26年）度 | 苫小牧駅 - 鵡川駅間 | 63             | 507            | ▲443           | 803             |                                                                                        | [ JR北 22 ] |
| 2014年（平成26年）度 | 鵡川駅 - 様似駅間   | 80             | 1,180          | ▲1,100         | 1,476           |                                                                                        | [ JR北 22 ] |
| 2014年（平成26年）度 | 全体                | 143            | 1,687          | ▲1,544         | 1,179           |                                                                                        | [ JR北 54 ] |
| 2015年（平成27年）度 | 全体                | 82             | 1,750          | ▲1,667         | 2,125           |                                                                                        | [ JR北 55 ] |
| 2016年（平成28年）度 | 苫小牧駅 - 鵡川駅間 | 25             | 466            | ▲440           | 1,827           |                                                                                        | [ JR北 64 ] |
| 2016年（平成28年）度 | 鵡川駅 - 様似駅間   | 53             | 939            | ▲886           | 1,757           |                                                                                        | [ JR北 64 ] |
| 2017年（平成29年）度 | 苫小牧駅 - 鵡川駅間 | 27             | 453            | ▲426           | 1,687           | 同年度分より集計方法見直し                                                             | [ JR北 57 ] |
| 2017年（平成29年）度 | 鵡川駅 - 様似駅間   | 57             | 817            | ▲760           | 1,432           | 同年度分より集計方法見直し                                                             | [ JR北 57 ] |
| 2018年（平成30年）度 | 苫小牧駅 - 鵡川駅間 | 39             | 408            | ▲368           | 1,033           | 通学での利用客増加により、前年度比改善                                                 | [ JR北 58 ] |
| 2018年（平成30年）度 | 鵡川駅 - 様似駅間   | 43             | 782            | ▲739           | 1,836           | 運輸収入減少、前年度での護岸壁倒壊箇所の土砂流出対策工事の実施などにより、前年度比改善 | [ JR北 58 ] |
| 2019年（令和元年）度 | 苫小牧駅 - 鵡川駅間 | 47             | 378            | ▲331           | 802             |                                                                                        | [ JR北 59 ] |
| 2019年（令和元年）度 | 鵡川駅 - 様似駅間   | 39             | 673            | ▲633           | 1,719           | 前年度での土砂流出対策工事の実施により、修繕費減少                                     | [ JR北 59 ] |
| 2020年（令和02年）度 | 苫小牧駅 - 鵡川駅間 | 49             | 341            | ▲292           | 698             |                                                                                        | [ JR北 60 ] |
| 2020年（令和02年）度 | 鵡川駅 - 様似駅間   | 43             | 665            | ▲622           | 1,531           | 営業最終年度                                                                           | [ JR北 60 ] |
| 2021年（令和03年）度 | 苫小牧駅 - 鵡川駅間 | 35             | 413            | ▲378           | 1,185           |                                                                                        | [ JR北 61 ] |
| 2022年（令和04年）度 | 苫小牧駅 - 鵡川駅間 | 38             | 402            | ▲364           | 1,049           |                                                                                        | [ JR北 62 ] |
| 2023年（令和05年）度 | 苫小牧駅 - 鵡川駅間 | 38             | 454            | ▲416           | 1,210           |                                                                                        | [ JR北 63 ] |

## 駅一覧

### 現存区間
- 普通列車は全ての旅客駅に停車。
- 駅名 … （貨）：貨物専用駅（日高本線の貨物取扱はなし）
- 苫小牧駅 - 苫小牧貨物駅間は三線で、室蘭本線用の複線（交流電化）と日高本線用の単線（非電化）を併設（ただし、日高本線の営業列車は専用の単線のみ使用）。
- 苫小牧貨物駅 - 鵡川駅間は非電化・単線。苫小牧貨物駅を除き列車交換不可[* 1]。
- 全駅北海道胆振管内に所在

| 駅番号 | 駅名               | 営業キロ | 営業キロ | 接続路線・備考                     | 所在地   | 所在地   |
| 駅番号 | 駅名               | 駅間     | 累計     | 接続路線・備考                     | 所在地   | 所在地   |
| ------ | ------------------ | -------- | -------- | ---------------------------------- | -------- | -------- |
| H18    | 苫小牧駅           | -        | 0.0      | 北海道旅客鉄道：■室蘭本線・■千歳線 | 苫小牧市 | 苫小牧市 |
|        | （貨）苫小牧貨物駅 | 3.4      | 3.4      | （室蘭本線の実際の分岐点）         | 苫小牧市 | 苫小牧市 |
|        | 勇払駅             | 9.7      | 13.1     |                                    | 苫小牧市 | 苫小牧市 |
|        | 浜厚真駅           | 9.6      | 22.7     |                                    | 勇払郡   | 厚真町   |
|        | 鵡川駅             | 7.8      | 30.5     |                                    | 勇払郡   | むかわ町 |

1. ↑  ただし、鵡川駅は横取線を用いた列車交換が可能。
2. ↑  千歳線の正式な起点は室蘭本線沼ノ端駅だが、運転系統上は全列車が苫小牧駅に乗り入れる。

### 廃駅
廃止区間内にあったものを除く。括弧内は苫小牧駅からの営業キロ。
- 浜田浦駅：2023年（令和5年）3月18日廃止[JR北 13]。浜厚真駅 - 鵡川駅間 (27.0 km)

### 廃止区間
- 2021年4月1日廃止。営業キロ数や所在地は廃止直前時点のもの。累計営業キロは苫小牧駅からのもの。
- 全駅北海道内に所在
- 鵡川駅は現存。それ以外の駅は特記がなければ当区間廃止日に廃止。
- 廃止直前時点で、この区間は2015年1月の高波被害により不通・バス代行となっていた。
- フイハップ浜駅、静内海水浴場駅には営業キロが設定されていなかった。
- 線路（区間内は全線非電化・単線） … ◇：列車交換可、｜：列車交換不可

| 駅名                 | 営業キロ | 営業キロ | 備考              | 線路 | 所在地   | 所在地            |                   |
| 駅名                 | 駅間     | 累計     | 備考              | 線路 | 所在地   | 所在地            |                   |
| -------------------- | -------- | -------- | ----------------- | ---- | -------- | ----------------- | ----------------- |
| 鵡川駅               | -        | 30.5     |                   | ◇    | 胆振管内 | 勇払郡 むかわ町   | 勇払郡 むかわ町   |
| 汐見駅               | 4.0      | 34.5     |                   | ｜   | 胆振管内 | 勇払郡 むかわ町   | 勇払郡 むかわ町   |
| （臨）フイハップ浜駅 | -        | -        | 1993年9月24日廃止 | ｜   | 日高管内 | 沙流郡 日高町     | 沙流郡 日高町     |
| 富川駅               | 9.1      | 43.6     |                   | ｜   | 日高管内 | 沙流郡 日高町     | 沙流郡 日高町     |
| 日高門別駅           | 7.7      | 51.3     |                   | ◇    | 日高管内 | 沙流郡 日高町     | 沙流郡 日高町     |
| 豊郷駅               | 5.0      | 56.3     |                   | ｜   | 日高管内 | 沙流郡 日高町     | 沙流郡 日高町     |
| 清畠駅               | 4.8      | 61.1     |                   | ｜   | 日高管内 | 沙流郡 日高町     | 沙流郡 日高町     |
| 厚賀駅               | 4.5      | 65.6     |                   | ｜   | 日高管内 | 沙流郡 日高町     | 沙流郡 日高町     |
| 大狩部駅             | 5.5      | 71.1     |                   | ｜   | 日高管内 | 新冠郡 新冠町     | 新冠郡 新冠町     |
| 節婦駅               | 2.0      | 73.1     |                   | ｜   | 日高管内 | 新冠郡 新冠町     | 新冠郡 新冠町     |
| 新冠駅               | 4.1      | 77.2     |                   | ｜   | 日高管内 | 新冠郡 新冠町     | 新冠郡 新冠町     |
| 静内駅               | 4.9      | 82.1     |                   | ◇    | 日高管内 | 日高郡 新ひだか町 | 日高郡 新ひだか町 |
| （臨）静内海水浴場駅 | -        | -        | 1992年8月24日廃止 | ｜   | 日高管内 | 日高郡 新ひだか町 | 日高郡 新ひだか町 |
| 東静内駅             | 8.8      | 90.9     |                   | ｜   | 日高管内 | 日高郡 新ひだか町 | 日高郡 新ひだか町 |
| 春立駅               | 6.1      | 97.0     |                   | ｜   | 日高管内 | 日高郡 新ひだか町 | 日高郡 新ひだか町 |
| 日高東別駅           | 2.4      | 99.4     |                   | ｜   | 日高管内 | 日高郡 新ひだか町 | 日高郡 新ひだか町 |
| 日高三石駅           | 6.4      | 105.8    |                   | ｜   | 日高管内 | 日高郡 新ひだか町 | 日高郡 新ひだか町 |
| 蓬栄駅               | 4.0      | 109.8    |                   | ｜   | 日高管内 | 日高郡 新ひだか町 | 日高郡 新ひだか町 |
| 本桐駅               | 3.2      | 113.0    |                   | ◇    | 日高管内 | 日高郡 新ひだか町 | 日高郡 新ひだか町 |
| 荻伏駅               | 7.2      | 120.2    |                   | ｜   | 日高管内 | 浦河郡 浦河町     | 浦河郡 浦河町     |
| 絵笛駅               | 4.9      | 125.1    |                   | ｜   | 日高管内 | 浦河郡 浦河町     | 浦河郡 浦河町     |
| 浦河駅               | 5.2      | 130.3    |                   | ｜   | 日高管内 | 浦河郡 浦河町     | 浦河郡 浦河町     |
| 東町駅               | 2.1      | 132.4    |                   | ｜   | 日高管内 | 浦河郡 浦河町     | 浦河郡 浦河町     |
| 日高幌別駅           | 4.5      | 136.9    |                   | ｜   | 日高管内 | 浦河郡 浦河町     | 浦河郡 浦河町     |
| 鵜苫駅               | 4.2      | 141.1    |                   | ｜   | 日高管内 | 様似郡 様似町     | 様似郡 様似町     |
| 西様似駅             | 2.5      | 143.6    |                   | ｜   | 日高管内 | 様似郡 様似町     | 様似郡 様似町     |
| 様似駅               | 2.9      | 146.5    |                   | ｜   | 日高管内 | 様似郡 様似町     | 様似郡 様似町     |

1. ↑  廃止当時は日高支庁沙流郡門別町
2. ↑  廃止当時は日高支庁静内郡静内町

### 過去の接続路線
- 鵡川駅：富内線 - 1986年11月1日廃止。
- 富川駅：沙流鉄道 - 1951年12月10日廃止。

## 関連書籍
- 『ぼくは日高本線が大好きだった』伊藤未知（小松書館）：沿線で育った小学生が撮影した全29駅の写真集。
- 『日高線の記憶』番匠克久（北海道新聞社）：写真、文章、その沿線地域のことが詳しく書いてある。

## 小説・楽曲
- 宮沢賢治の小説『銀河鉄道の夜』は、苫小牧軽便鉄道時代の沿線風景をモチーフにしたのではないかと推測する論文も存在する[新聞 104]。
- 1999年（平成11年）1月に作曲された、元「ふきのとう」の山木康世のシングル『ようこそ春の日日高路』は、日高本線のために作曲された曲である。当時道内に3路線あった運輸営業所のうち、日高線のみがテーマソングを持っていないとして作詞・作曲を依頼[新聞 105]。1999年（平成11年）11月に運転された「山木康世コンサート列車」で披露された[新聞 106]ほか、臨時列車「日高ポニー号」でも流れた[26]。